# Arc-sous-Cicon

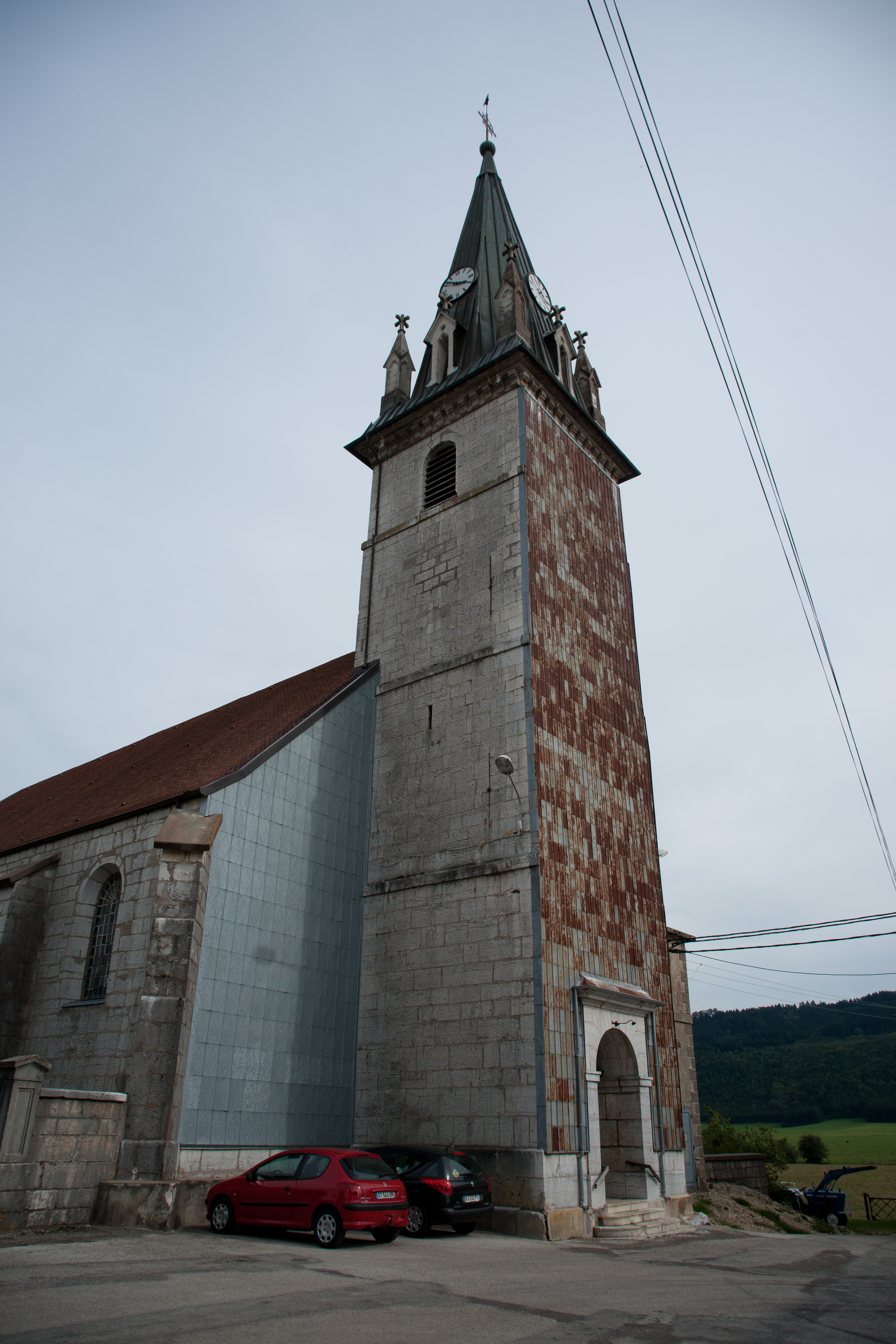
Kirche Saint-Étienne

Arc-sous-Cicon ist eine französische Gemeinde mit 751 Einwohnern (Stand: 1. Januar 2022) im Département Doubs in der Region Bourgogne-Franche-Comté. Sie gehört zum Arrondissement Pontarlier und ist Mitglied im Gemeindeverband Communauté de communes entre Doubs et Loue. Die Bewohner werden Arquillons und Arquillonnes genannt.

## Geographie
Arc-sous-Cicon liegt auf 793 m, etwa 16 Kilometer nördlich der Stadt Pontarlier (Luftlinie). Das Dorf erstreckt sich im Jura, in einem abgeschlossenen Becken am Nordfuß des Crêt Monniot, in den Höhen östlich des Tals der Loue.
Die Fläche des 28,49 km² großen Gemeindegebiets umfasst einen Abschnitt des französischen Juras. Der Hauptteil des Gebietes wird vom Becken von Arc eingenommen, das eine Breite von 2,5 km und eine Länge von 6 km aufweist und durchschnittlich auf 800 m liegt. Es ist überwiegend von Wies- und Weideland bestanden, zeigt aber auch einige moorige Flächen. Das Becken besitzt keine nennenswerten oberirdischen Fließgewässer, weil das Niederschlagswasser im verkarsteten Untergrund versickert. Flankiert wird das Becken von Arc auf allen Seiten von bewaldeten Höhenzügen. Im Norden befinden sich die Höhen von La Côte (957 m) und die Hügel von Cicon. Im Süden wird das Becken vom breiten Höhenrücken des Crêt Monniot überragt, auf dem mit 1141 m die höchste Erhebung von Arc-sous-Cicon erreicht wird. Dieser Höhenzug bildet eine Antiklinale des Faltenjuras und ist gemäß der Streichrichtung des Gebirges in dieser Region in Richtung Südwest-Nordost orientiert. Der Gipfelbereich ist von Weideland bedeckt.
Zu Arc-sous-Cicon gehören neben dem eigentlichen Ort auch verschiedene Weiler und zahlreiche Einzelhöfe, darunter:
- Le Plaimbois (830 m) am östlichen Rand des Beckens von Arc
- Les Cordiers (845 m) am Nordfuß des Crêt Monniot

Nachbargemeinden von Arc-sous-Cicon sind
- Les Premiers Sapins mit Nods im Norden,
- Passonfontaine im Norden,
- Longemaison und Gilley im Osten,
- La Chaux im Süden
- Aubonne und Chasnans im Westen.

## Geschichte
Die Gegend von Arc wurde im 11. Jahrhundert urbar gemacht und besiedelt. Im Mittelalter gehörte das Dorf zu den Herrschaften Cicon und Châteauvieux. Zusammen mit der Franche-Comté gelangte es mit dem Frieden von Nimwegen 1678 an Frankreich.

## Bevölkerung
| Jahr                       | 1962 | 1968 | 1975 | 1982 | 1990 | 1999 | 2006 | 2016 |
| Einwohner                  | 684  | 648  | 598  | 604  | 507  | 532  | 603  | 670  |
| Quellen: Cassini und INSEE |      |      |      |      |      |      |      |      |

Mit 751 Einwohnern (Stand 1. Januar 2022) gehört Arc-sous-Cicon zu den kleinen Gemeinden des Département Doubs. Nachdem die Einwohnerzahl in der ersten Hälfte des 20. Jahrhunderts markant abgenommen hatte (1891 wurden noch 980 Personen gezählt), wurde seit Beginn der 1990er Jahre wieder ein leichtes Bevölkerungswachstum verzeichnet.

## Sehenswürdigkeiten
Die Dorfkirche Saint-Étienne wurde im 19. Jahrhundert erbaut. Aus der zweiten Hälfte des 17. Jahrhunderts stammt das Château. Im Ortskern sind verschiedene Bauernhäuser aus dem 17. bis 19. Jahrhundert im traditionellen Stil der Franche-Comté erhalten. Am westlichen Eingang in das Becken von Arc steht die Kapelle Vau-Navier.

## Wirtschaft und Infrastruktur
Arc-sous-Cicon war bis weit ins 20. Jahrhundert hinein ein vorwiegend durch die Landwirtschaft (Viehzucht und Milchwirtschaft, Ackerbau) und die Forstwirtschaft geprägtes Dorf. Daneben gibt es heute verschiedene Betriebe des Kleingewerbes, vor allem im Bereich der Holzverarbeitung. Viele Erwerbstätige sind auch Wegpendler, die in den umliegenden größeren Ortschaften ihrer Arbeit nachgehen.
Die Ortschaft liegt abseits der größeren Durchgangsstraßen an einer Departementsstraße, die von Orchamps-Vennes nach Saint-Gorgon-Main führt. Weitere Straßenverbindungen bestehen mit Passonfontaine und La Chaux.